# Maldon (district)
Maldon is een Engels district in het shire-graafschap (non-metropolitan county OF county) Essex en telt 64.000 inwoners. De oppervlakte bedraagt 359 km². Hoofdplaats is Maldon.
Van de bevolking is 15,3% ouder dan 65 jaar. De werkloosheid bedraagt 2,2% van de beroepsbevolking (cijfers volkstelling 2001). Maldon is een partnergemeente van de Nederlandse gemeente Cuijk.

## Civil parishesin district Maldon
Althorne, Asheldham, Bradwell-on-Sea, Burnham-on-Crouch, Cold Norton, Dengie, Goldhanger, Great Braxted, Great Totham, Hazeleigh, Heybridge, Langford, Latchingdon, Little Braxted, Little Totham, Maldon, Mayland, Mundon, North Fambridge, Purleigh, Southminster, St. Lawrence, Steeple, Stow Maries, Tillingham, Tollesbury, Tolleshunt D'Arcy, Tolleshunt Knights, Tolleshunt Major, Ulting, Wickham Bishops, Woodham Mortimer, Woodham Walter.